# Gåssten, Singö
Gåssten är en ö Singö socken, Norrtälje kommun.
Fisket vid Gåssten förlänades 1628 den nygrundade staden Norrtälje, men Singöborna som sedan gammalt bedrivit fiske här bestred rätten, och under stor del av 1600-talet löstes konflikten genom att Singöborna fick rätt att ta upp arrende från Norrtäljeborna. På en karta över ön från 1640-talet fanns 11 bodar på ön, därtill ett kapell på öns nordöstra sida. Norrtäljebornas bodar låg på sydöstra delen av Gåssten, som på denna tid ännu var en egen ö, Lilla Gåssten. Sedan utskärsfisket efter strömming upphörde 1903 minskade fiskeplatsens betydelse.